# Ryszard Marek Groński
Ryszard Marek Groński (ur. 20 lutego 1939 w Łańcucie, zm. 24 grudnia 2018) – polski pisarz dla dorosłych i dla dzieci, dziennikarz („Szpilki”, „Polityka”, „NIE”), satyryk, poeta, z wykształcenia historyk.

## Życiorys
W Łodzi ukończył III Ogólnokształcącą Szkołę Towarzystwa Przyjaciół Dzieci. Po maturze studiował historię na Uniwersytecie Łódzkim. W piśmie Uniwersytetu Łódzkiego „Kronika” drukował swoje fraszki i proste wierszyki. Po ukończeniu studiów rozpoczął pracę w łódzkim dwutygodniku satyrycznym „Karuzela”, współpracował z teatrem studenckim Akademii Medycznej w Łodzi „Cytryna”. W 1966 przeniósł się do Warszawy, gdzie rozpoczął pracę w ilustrowanym tygodniku satyrycznym „Szpilki” i współpracował z kabaretami literackimi, m.in. Szpakiem, Wagabundą, Dudkiem, Pod Egidą. W kabarecie Pod Egidą występował oraz pisał teksty dla siebie, a także dla Ewy Dałkowskiej, Piotra Fronczewskiego, Wojtka Pszoniaka i Jana Pietrzaka. Z tym kabaretem odbył sześciotygodniową trasę po Kanadzie i USA.
Jest autorem wierszy satyrycznych, powieści, książek dla dzieci, współautorem spektakli dla teatrów muzycznych, m.in. musicalu „Machiavelli” z muzyką Jerzego Wasowskiego. W latach 80. pisał dużo monologów dla Hanki Bielickiej, Aliny Janowskiej, Krystyny Sienkiewicz. Był kierownikiem literackim warszawskiego Teatru Syrena, gdzie wystawiono jego sztukę Won! w reżyserii Barbary Borys-Damięckiej.
W okresie Okrągłego Stołu i w czasie przełomu był już felietonistą tygodnika „Polityka”. Pisał także pod pseudonimem w tygodniku „NIE”. Jego styl charakteryzuje częste nawiązywanie do wierszy, kabaretów, czy nawet prostych dowcipów, które służą opisowi bieżących wydarzeń politycznych, społecznych i kulturalnych.
Został pochowany 8 stycznia 2019 na cmentarzu Wojskowym na Powązkach (kwatera G dod.-urnowy-5).

## Twórczość

### Dla dzieci i młodzieży
- Bardzo zajęte psy (1988)
- Ciesz się powoli! Wybór tekstów satyrycznych (1971)
- Drewniane konie (1971)
- Gdyby zabrakło nam jesieni (1980)
- Karabiny w pałacu (1975)
- Katar żyrafy (1974)
- Kiedy tramwaje idą spać (1973)
- Kłębuszek snu (2000)
- Kolorowy koncert (1971; według L. Kuźmina)
- Kropla deszczu na dłoni (1972, kryminał)
- Latający talerzyk (1973)
- Miasteczko nad morzem (1978)
- Niezwykłe zdarzenie (1975)
- Po co właściwie trzymać psa? (1987)
- Słońca w trawie (1974)
- Tych kilka bajek, które znam (1982)
- Wierszyki o literach (1976)
- Nos (?)
- Dorośli są zamyśleni (?)

### Dla dorosłych
- Wiersze satyryczne: Kołysanka na bębnie (1970), Tak swojo mi (1973), Satyra kłamie! (1983), Kabareciarz. Tekst i polityka. (1989)
- Opracowania z zakresu historii satyry: Od Siedmiu Kotów do Owcy. Kabaret 1946–1968 (1971), Od Stańczyka do STS-u. Satyra polska l. 1944–1965 (1973), Alfabet polskiej rozrywki (1974; z Witoldem Fillerem i Jerzym Wittlinem), Jak w przedwojennym kabarecie (1978), Ryszard Marek Groński przedstawia – Kabaret Hemara (1989)
- Machiavelli (musical; z Antonim Marianowiczem; muzyka Jerzego Wasowskiego)
- Puszka z Pandorą (1991), Jak żyć w postkomunizmie (1992), Jeż na kaktusie (2003)
- Sztuki teatralne: Party (2003), Won! (2006)

## Nagrody i wyróżnienia
- Wyróżnienie w Konkursie na napisanie utworu dramatycznego z okazji 75-lecia Teatru Polskiego w Warszawie za sztukę Pod jednym niebem (1987)[7]
- Nagroda Warszawskiej Premiery Literackiej za książkę września 2007 - książkę Proca Dawida. Kabaret w przedsionku piekieł (2007)[7]
- Nagroda Miasta st. Warszawy (2012)[8]
- Odznaka honorowa Stowarzyszenia Autorów ZAiKS (2013)[9]
- Dyplom Honorowy – specjalne wyróżnienie Ministra Kultury i Dziedzictwa Narodowego – przy okazji XI Ogólnopolskiego Festiwalu Piosenki Retro (2014)[10]